# Rondó en si bemol mayor para violín y orquesta (Mozart)
El Rondó para violín y orquesta en si bemol mayor, K. 269/261a, de Wolfgang Amadeus Mozart fue posiblemente compuesto entre 1775 y 1777 como final alternativo para el Concierto para violín n.º 1 (KV 207). Como el Adagio en mi mayor y el Rondó en do mayor, esta pieza fue solicitada por el violinista italiano Antonio Brunetti.
La obra está escrita para violín solo, dos oboes, dos trompas y cuerda. Está marcado como Allegro y compuesto en compás de 6/8. 

## Versiones
La pieza ha sido grabada por, entre otros, Perlman, Zukerman, Hugget y Stern.